# Saint-Just-en-Brie
Saint-Just-en-Brie és un municipi francès, situat al departament de Sena i Marne i a la regió de Illa de França. L'any 2007 tenia 255 habitants.
Forma part del cantó de Nangis, del districte de Provins i de la Comunitat de comunes de la Brie Nangissienne.

## Demografia

### Població
El 2007 la població de fet de Saint-Just-en-Brie era de 255 persones. Hi havia 85 famílies, de les quals 16 eren unipersonals (8 homes vivint sols i 8 dones vivint soles), 24 parelles sense fills, 41 parelles amb fills i 4 famílies monoparentals amb fills.
La població ha evolucionat segons el següent gràfic:
Habitants censats

### Habitatges
El 2007 hi havia 99 habitatges, 84 eren l'habitatge principal de la família, 12 eren segones residències i 3 estaven desocupats. Tots els 99 habitatges eren cases. Dels 84 habitatges principals, 76 estaven ocupats pels seus propietaris, 5 estaven llogats i ocupats pels llogaters i 3 estaven cedits a títol gratuït; 7 tenien tres cambres, 23 en tenien quatre i 54 en tenien cinc o més. 65 habitatges disposaven pel capbaix d'una plaça de pàrquing. A 36 habitatges hi havia un automòbil i a 46 n'hi havia dos o més.

### Piràmide de població
La piràmide de població per edats i sexe el 2009 era:
| Homes | Edats   | Dones |
| ----- | ------- | ----- |
| 0     | 95 o +  | 0     |
| 0     | 90 a 94 | 0     |
| 0     | 85 a 89 | 0     |
| 0     | 80 a 84 | 0     |
| 0     | 75 a 79 | 0     |
| 0     | 70 a 74 | 0     |
| 8     | 65 a 69 | 4     |
| 4     | 60 a 64 | 4     |
| 0     | 55 a 59 | 0     |
| 4     | 50 a 54 | 8     |
| 8     | 45 a 49 | 4     |
| 4     | 40 a 44 | 4     |
| 8     | 35 a 39 | 8     |
| 12    | 30 a 34 | 8     |
| 16    | 25 a 29 | 12    |
| 0     | 20 a 24 | 4     |
| 4     | 15 a 19 | 8     |
| 8     | 10 a 14 | 4     |
| 8     | 5 a 9   | 16    |
| 12    | 0 a 4   | 0     |

## Economia
El 2007 la població en edat de treballar era de 168 persones, 135 eren actives i 33 eren inactives. De les 135 persones actives 126 estaven ocupades (74 homes i 52 dones) i 9 estaven aturades (4 homes i 5 dones). De les 33 persones inactives 7 estaven jubilades, 19 estaven estudiant i 7 estaven classificades com a «altres inactius».

### Ingressos
El 2009 a Saint-Just-en-Brie hi havia 82 unitats fiscals que integraven 250,5 persones, la mediana anual d'ingressos fiscals per persona era de 21.115 €.

### Activitats econòmiques
Dels 9 establiments que hi havia el 2007, 3 eren d'empreses de construcció, 1 d'una empresa de comerç i reparació d'automòbils, 3 d'empreses de transport, 1 d'una empresa d'informació i comunicació i 1 d'una empresa de serveis.
Dels 3 establiments de servei als particulars que hi havia el 2009, 1 era un guixaire pintor, 1 lampisteria i 1 electricista.
L'any 2000 a Saint-Just-en-Brie hi havia 4 explotacions agrícoles que ocupaven un total de 712 hectàrees.

## Poblacions més properes
El següent diagrama mostra les poblacions més properes.